# Filmåret 1890

## Födda
- 4 januari – Weyler Hildebrand, svensk skådespelare, regissör och manusförfattare.
- 6 januari – Tor Weijden, svensk skådespelare.
- 28 januari – Elner Åkesson, svensk filmfotograf.
- 5 februari – Sture Baude, svensk skådespelare.
- 5 mars – Per Lindberg, svensk regissör, manusförfattare och producent.
- 4 april – Johnny Björkman, svensk skådespelare, köpman, handelsresande, disponent.
- 13 april – Eric Abrahamsson, svensk skådespelare.
- 17 april – Art Acord, amerikansk stumfilms-skådespelare.
- 22 april – Arthur Natorp, svensk regissör och skådespelare.
- 18 juni
  - Stan Laurel, brittisk skådespelare.
  - Gideon Wahlberg, svensk författare, teaterledare, skådespelare och kompositör.
- 2 juli – Rune Carlsten, svensk regissör, manusförfattare och skådespelare.
- 7 juli – Elsa Ebbesen, svensk skådespelare.
- 27 augusti – Man Ray, amerikansk dadaistisk fotograf och filmregissör.
- 28 augusti – Knut Pehrson, svensk skådespelare.
- 4 september – Naima Wifstrand, svensk operettsångerska, skådespelare, kompositör och regissör.
- 23 september – Axel Slangus, finländsk skådespelare, regissör och manusförfattare.
- 1 oktober – Stanley Holloway, brittisk skådespelare.
- 2 oktober – Groucho Marx, amerikansk komiker, skådespelare, Bröderna Marx.
- 12 oktober – Carl Hagman, svensk sångare och skådespelare.
- 26 oktober – Linnéa Hillberg, svensk skådespelare.
- 1 december – Hartwig Fock, svensk skådespelare och teaterregissör.
- 8 december – Hortensia Hedström, svensk operettsångerska och skådespelare.
- 25 december – Hugo Bolander, svensk filmproducent, regissör, skådespelare och manusförfattare.
- 28 december – Gösta Ekman den äldre, svensk skådespelare och teaterdirektör.

## Avlidna
- 16 september – Louis Aimé Augustin Le Prince, spelade in de två första kända och bevarade filmfragmenten.

## Årets filmer

London's Trafalgar Square av Wordsworth Donisthorpe.

- Falling Cat
- London's Trafalgar Square[1]
- Monkeyshines

### Fotnoter
1. ↑  Burns, Paul T, The History of The Discovery of Cinematography - 1885 - 1889, arkiverad från ursprungsadressen  den 13 maj 2009, https://www.webcitation.org/5gkL3MVUX?url=http://www.precinemahistory.net/1885.htm, läst 10 maj 2009 ”Arkiverade kopian”. Arkiverad från originalet den 29 juli 2015. https://web.archive.org/web/20150729174131/http://www.precinemahistory.net/1885.htm. Läst 15 mars 2011. and  (GIF) Ten Remaining Frames Of Donisthorpe's 1890 'Trafalgar Square' Footage Come To Life, http://www.precinemahistory.net/images/trafalgarsquare_animation_small.gif, läst 10 maj 2009 ”Arkiverade kopian”. Arkiverad från originalet den 11 juni 2010. https://web.archive.org/web/20100611225757/http://www.precinemahistory.net/images/trafalgarsquare_animation_small.gif. Läst 15 mars 2011.